# Кривцов, Владимир Иванович (пловец)
Владимир Иванович Кривцов (род. 22 марта 1952 года) — советский пловец, мастер спорта международного класса.

## Карьера
Воспитанник Рачика Леоновича Машуряна из бакинского «Нефтчи».
Принимал участие в мюнхенской Олимпиаде 1972 года. Участвовал в предварительных заплывах на 100 метров баттерфляем, но не вышел в финал.
Серебряный призёр чемпионата мира 1973 года в эстафете 4×100 метров вольным стилем. Его партнёрами были Игорь Гривенников, Виктор Абоимов и Владимир Буре.
Чемпион московской Универсиады 1973 года в эстафете 4х200 метров вольным стилем.
В 1975 году в составе советской эстафетной четвёрки установил рекорды Европы в эстафетах 4×100 метров и 4х200 метров вольным стилем.
Также занимался скоростными видами подводного плавания. Имел разряд мастера спорта.
Позднее работал тренером в Санкт-Петербурге.